# 2020 en aéronautique
Chronologie de l'aéronautique
- 2016
- 2017
- 2018
- 2019
- 2020
- 2021
- 2022
- 2023
- 2024

Cet article présente les faits marquants de l'année 2020 en aéronautique.

## Évènements

### Janvier
- 2 janvier :
  - Lors de l'accident d'hélicoptère de Nouveau Taipei (en), un Sikorsky UH-60 Black Hawk de la Force aérienne de la république de Chine s'écrase dans le district de Wulai a Taïwan faisant huit morts, dont le chef d'état-major de l'Armée de la république de Chine, et cinq blessés[1].
  - Un Antonov An-12A de la Force aérienne soudanaise s'écrase peu après son décollage de l’aéroport de Al-Genaïna. Les 18 personnes à bord ont péri[2].
- 3 janvier : Livraison des deux premiers des 24 hélicoptères H125 commandés par le ministère de l'intérieur de l'Ukraine[3].
- 8 janvier : Le vol Ukraine International Airlines 752, un Boeing 737 Next Generation emportant 176 personnes, est abattu par la défense antiaérienne iranienne a son décollage de Téhéran à la suite d'une erreur d'identification. Il n'y a aucun survivant[4].
- 13 janvier :
  - Mise en service de l'avion cargo Airbus A330-743L Beluga XL[5].
  - Contrat pour 32 hélicoptères d'entrainement TH-119 IFR, version du AgustaWestland AW119 Koala, pour l'United States Navy[6].
- 15 janvier : Premier vol du drone de reconnaissance Falco Xplorer de Leonardo depuis l'aéroport de Trapani[7].
- 23 janvier : Un avion bombardier d'eau C-130H de la société américaine Coulson Aviation s'écrase près de Cooma alors qu'il intervient contre les feux de brousse en Australie. Les trois membres d'équipage périssent[8],[9],[10].
- 25 janvier : Premier vol du Boeing 777X, le plus grand avion de ligne bimoteur au monde, depuis l'aéroport du Paine Field[11].
- 26 janvier : L'accident de l'hélicoptère de Kobe Bryant, un Sikorsky S-76, à Calabasas en Californie tue 9 personnes[12].
- 27 janvier :
  - Un avion de guerre électronique E-11A de l'USAF s'écrase dans la province de Ghazni en Afghanistan oriental[13] tuant ses deux membres d'équipage[14].
  - Un chasseur Soukhoï Su-30MKA de la force aérienne algérienne s’écrase dans les environs de Ain Zitoun, une localité située dans la wilaya d'Oum El Bouaghi tuant ses deux pilotes[15].
  - Un hélicoptère OH-58D Kiowa des Forces aériennes croates s'abîme en mer Adriatique tuant ses deux pilotes[16].
  - un MD-83 effectuant le vol 6936 (en) de la Caspian Airlines dépasse la piste de l'aéroport de Mahshahr (en) lors de l'atterrissage et termine sa course sur une grande autoroute de la ville de Mahshahr, blessant deux personnes[17].
  - L'entreprise italienne Leonardo annonce rachetée l'ensemble des parts de Kopter développant l'hélicoptère monomoteur Kopter SH09 a Lynwood (Schweiz) AG pour entre 185 et 500 millions de dollars[18].
- 28 janvier :
  - La National Aeronautics and Space Administration passe commande de 3 hélicoptères Airbus H135, premier achat d'aéronefs Airbus par l'agence spatiale américaine[19].
  - Un hélicoptère Bell 206B JetRanger III de la force aérienne ougandaise s'écrase dans le district de Gomba tuant ses deux pilotes[20].
- 30 janvier : L'Espagne passe commande de 24 avions d'entrainement Pilatus PC-21 pour l'armée de l’air espagnole. Les six premiers appareils devraient être livrés dès 2020 et porteront la désignation locale E.27[21]. Mais le vol inaugural du premier d'entre eux a lieu le 18 décembre 2020[22].
- 31 janvier : La Pologne passe commande de 32 avions de combat F-35A pour la force aérienne polonaise devant être livrés entre 2024 et 2030 pour un minimum de 4,6 milliards de dollars américains[23].

### Février
- Les conséquences économiques, sociales et environnementales de la pandémie de Covid-19 avec les restrictions de circulations touchent gravement les compagnie aériennes et par contrecoup l'ensemble de l'industrie aéronautique civile.
- 3 février : Peu après son décollage de l'aéroport Adolfo Suárez Madrid-Barajas, le Boeing 767-300ER opérant le vol AC837 d'Air Canada à destination de Toronto connaît un problème de moteur, les pilotes de l'appareil (qui avait également perdu un pneu lors du décollage) décident donc de faire demi-tour. L'avion passe alors cinq heures à faire des rondes autour de son aéroport d'origine, afin de s'alléger en carburant en vue d'un atterrissage d'urgence. L'avion se pose finalement « sans problème » à 19H10 heure locale (18H10 en temps universel)[24].
- 5 février : Une sortie de piste du Boeing 737-86J effectuant le vol Pegasus Airlines 2193 sur l'aéroport international Sabiha-Gökçen cause la mort de trois passagers et 179 blessés[25].
- 6 février : Un Piper PA-32 opérant un vol de transport régional entre Bethel et Kipnuk en Alaska. s'écrase avec 5 personnes à son bord (le pilote et ses 4 passagers) à 19 kilomètres au sud-ouest de Tuntutuliak. Il n'y a aucun survivant[26].
- 9 février :
- Porté par la tempête Ciara, le vol 112 de British Airways bat le record du monde du vol transatlantique New York - Londres le plus rapide pour un avion de ligne classique, en reliant ces deux villes en 4h56 contre 5h13 au record précédent[27], soit avec 1h20 d'avance par rapport à l'horaire prévu[28].
- Après 4 remises de gaz pour essayer d'atterrir à l'aéroport d'Amsterdam-Schiphol, le Boeing 787-8 opérant le vol 1093 d'Air Europa retourne finalement à son aéroport d'origine : Madrid[29].
- 11 février : Air Italy se met en liquidation judiciaire[30].
- 13 février :  Bombardier Aéronautique se retire du programme Airbus A220 qu'il avait lancé sous le nom de Bombardier CSeries[31].
- 14 février :
  - Premier vol de l'avion d'affaire Gulfstream G700 depuis l'aéroport international de Savannah/Hilton Head[32].
  - Un Panavia Tornado de la Force aérienne royale saoudienne est abattu dans le cadre du la guerre civile yéménite dans le gouvernorat de Al Jawf (Yémen)[33].
- 19 février : Le vol 113 de la Syrian Arab Airlines, opéré par un Airbus A320-232, devient le premier vol civil à relier l'aéroport international de Damas à celui d'Alep depuis 2012[34],[35].
- 24 février : Signature d'un contrat pour 24 hélicoptères MH-60R "Seahawk" destinés a la marine indienne livrable d'ici 2023 d'une valeur de 2,6 milliards de dollars et de 6 AH-64E livrable à partir de 2023 pour l'aviation de l’armée de terre indienne[36],[37].
- 27 février : Un avion d'entrainement CASA C-101 Aviojet de la Patrulla Águila, la patrouille acrobatique de l’armée de l’air espagnole, s'écrase en mer au large de la Manga del Mar Menor, dans la province de Murcie, tuant son pilote[38].

### Mars
- Le trafic aérien civil s'effondre au niveau mondial avec des restrictions de vol dans plusieurs dizaines de pays conduisant à la fermetures d'aéroports[39]. Fin mars, environ 90 % de la flotte mondiale d'avions de ligne est cloué au sol[40]. Plusieurs usines aéronautiques dont celle de Boeing et d'Airbus ferme temporairement[41].
- 1er mars :
  - lors de l'opération Bouclier du printemps un F-16 turc abat deux Soukhoï Su-24 syriens[42]. La Syrie revendique la destruction de six drones turques[43]
  - Aéroports de Paris devient le premier gestionnaire d'aéroports au monde en acquérant l'indien GMR qui exploite, entre autres, l'aéroport de New Delhi. Ce sont plus de 350 millions de passagers/an qui sont désormais gérés par ADP dans le monde[44].
- 3 mars : un Aero L-39 Albatros de l'armée de l'air syrienne est abattu par un F-16 turc[45].
- 4 mars : livraison du 500e chasseur Lockheed Martin F-35 Lightning II (354 F-35A, 108 F-35B, et 38 F-35C)[46].
- 5 mars : la compagnie aérienne britannique Flybe est en redressement judiciaire et cesse ses activités[47].
- 7 mars : un MiG-29 syrien s'écrase après son décollage tuant son pilote[48].
- 25 mars : un Soukhoï Su-27 de l'armée de l'air russe s'écrase en Mer Noire et un Aero L-39 Albatros russe s'écrase dans le Kraï de Krasnodar dans deux accidents séparés[49].
- 31 mars : comme d'autres aéroports avant lui, l'aéroport de Paris-Orly cesse ses activités à cause de la pandémie, à 23 h 59[50].

### Avril
- 1er avril : Eurocontrol recense 783 vols dans l'espace aérien français, 91% de moins qu'en 2019[51].
- 7 avril : un Embraer EMB 314 Super Tucano des Forces armées maliennes s'écrase à Sévaré causant la mort de ses deux pilotes[52].
- 14 avril: Premier vol du chasseur F-15QA, version la plus avancée a cette date du F-15 développée pour l’armée de l’air qatarie[53].
- 15 avril :
  - Alors que la demande continue de s'effondrer en raison de l'impact de la pandémie de coronavirus 2019-2020 sur l'aviation, plus des deux tiers de la flotte mondiale de 22 000 avions de ligne principaux sont inactifs, en laissant 7 635 en service. L'Europe est la plus touchée, avec moins de 15% d'avions en exploitation, contre 45% en Amérique du Nord et 49% en Asie[54] ;
  - Un hélicoptère Cougar de l'Armée de terre française s'écrase accidentellement aux environs de Bouilh-Devant (Hautes-Pyrénées), sur les 7 membres d'équipage 2 sont morts et 5 blessés[55].
- 16 avril : Un intercepteur MiG-31 D3 biplace de la force aérienne kazakhe s'écrase dans l’oblys de Karaganda, l'équipage s'est éjecté[56],[57].
- 25 avril : Boeing annonce l'abandon de son opération de rachat des activités avions commerciaux d'Embraer[58].
- 29 avril : Un Sikorsky CH-148 Cyclone des forces armées canadiennes s’abîme en mer Ionienne avec 6 personnes à bord[59].
- 29 avril :
  - La totalité des 217 destinations internationales ont mis en place des restrictions de circulation : 45 % ont fermé, totalement ou en partie, leurs frontières aux touristes, 30 % ont suspendu, totalement ou en partie, les vols internationaux, 18 % interdisent l’entrée aux voyageurs en provenance de pays spécifiques ou ayant été en transit dans des destinations spécifiques, 7 % appliquent différentes mesures comme les mesures de quarantaine ou d’auto-isolement pendant 14 jours ou encore des mesures liées aux visas[60] ;
  - Un accident lors d'un hélitreuillage depuis un hélicoptère Caracal de l'Armée de l'air française à 5 km au sud-ouest de Biscarrosse (Landes) durant un entraînement provoque un mort et un blessé[61].

### Mai
- 4 mai : un Embraer EMB 120 d'African Express Airways, opérant un vol intérieur entre Mogadiscio et Baidoa, est abattu accidentellement au-dessus de Berdale (en) par des soldats éthiopiens stationnés dans la ville, ce qui provoque la mort des six occupants de l'appareil (2 pilotes kenyans et 4 passagers somaliens). Cet avion-cargo privé transportait des fournitures humanitaires et médicales destinées à épauler la Somalie dans son combat contre la pandémie de Covid-19[62],[63],[64],[65].
- 5 mai : un Learjet 35 s'écrase avec quatre personnes à bord (deux périssent : un médecin et une infirmière ; deux survivent : le pilote et le copilote) lors de son atterrissage à l'aéroport (en) d’Esquel vers 23 heures UTC−3. Celui-ci était parti de San Fernando à 20 heures UTC−3 pour chercher un patient mineur qui devait être transféré d'urgence à Buenos Aires[66].
- 7 mai : Un hélicoptère de combat Mil Mi-35 des forces russes fait un poser dur en Crimée tuant un des membres d'équipage[67].
- 8 mai : Un MiG-29 de la force aérienne indienne s'écrase dans le Pendjab, le pilote est sauf[68].
- 15 mai : Un Lockheed Martin F-22 Raptor de l'US Air Force basé à Eglin Air Force Base s'écrase en Floride, le pilote est indemne[69].
- 17 mai :
  - Premier vol de l'avion utilitaire américain Cessna 408 SkyCourier[70].
  - Accident d'un Canadair CL-41 Tutor de la patrouille acrobatique canadienne Snowbirds entraînant la mort d'une passagère après le décollage de l'aéroport de Kamloops[71].
- 19 mai :
  - Un hélicoptère Mil Mi-8 des Forces aérospatiales russes s'écrase à 20 km de la ville de Kline dans l’oblast de Moscou. Les trois membres d'équipage sont morts[72].
  - Un F-35A de l'USAF s'écrase près de la Eglin Air Force Base lors d'un atterrissage, le pilote s'est éjecté[73].
- 20 mai : annonce de l'arrêt définitif de l'exploitation des Airbus A380 d'Air France[74].
- 22 mai : l'Airbus A320 assurant le vol Pakistan International Airlines 8303, un vol intérieur entre Lahore et Karachi, s'écrase dans un quartier résidentiel de Karachi proche de l'aéroport causant plus de 100 victimes[75].
- 26 mai : Un hélicoptère Mil Mi-8AMTSh-VA de l'Aviation à long rayon d'action russe s'écrase sur la base militaire de la ville d'Anadyr tuant ses quatre membres d'équipage[67].
- 29 mai : le eCaravan, un Cessna 208B doté d’un moteur électrique  Magni500 de 560 kW[76] et 750 ch, affrété par l’entreprise magniX devient l’aéronef 100% électrique et destiné à un usage commercial le plus grand à avoir effectué un vol. L'autonomie est d'environ 160 km[77].

### Juin
- 10 juin :
  - Première certification[78] d'un avion électrique par l'EASA : Pipistrel Velis Electro.
  - Premier vol de l’avion d'entrainement taïwanais AIDC T-5 Brave Eagle[79].
- 15 juin :
  - Fin des activités commerciales du Boeing 747 en France[80]'
  - Accident d'un F-15C du 48th Fighter Wing de l’US Air Force basé à RAF Lakenheath en Mer du Nord. Le pilote est tué.
- 18 juin : Un F/A-18E du Carrier Air Wing 11 de l'United States Navy s'écrase dans la mer des Philippines. Les deux pilotes ont été secourus[81].
- 22 juin : Premier vol de l'avion d'entraînement militaire taïwanais AIDC T-5 Brave Eagle.
- 26 juin : Dernier vol d'un Airbus A380 d'Air France[82].
- 27 juin : Réouverture de l'aéroport d'Orly.

### Juillet
- 1er juillet : Certification de l'hélicoptère Airbus Helicopters H160 par l'Agence européenne de la sécurité aérienne.
- 13 juillet : Première commande de huit F-15EX de présérie pour l'USAF[83].
- 20 juillet : Un hélicoptère NH-90 de la Marine royale néerlandaise s’est abîmé en mer des Caraïbes, alors qu’il venait de décoller de l’île d’Aruba. Deux des quatre membres d'équipage sont décédés[84].
- 21 juillet : Un hélicoptère Sikorsky UH-60 Black Hawk de l'Armée nationale colombienne s'écrase dans un bras de la Río Inírida, rivière du département du Guaviare, le bilan le 22 est de 9 morts, 2 disparus et six blessés[85].

### Août
- Fin août: premier vol de l'avion de veille radar chinois KJ-600 (en)[86].
- 7 août : Le Boeing 737-800 assurant le vol Air India Express 1344, entre Dubaï et Kozhikode, subit un accident à l'atterrissage faisant au moins 18 tués et 120 blessés[87].
- 31 août :
  - Premier "vol commercial" reliant Israël aux Émirats arabes unis après l'accord de normalisation entre les deux états[88].
  - Un E-2C Hawkeye de l'US Navy s'écrase dans le comté d'Accomack près de Wallops Island. L'équipage s'est parachuté et indemne[89].

### Septembre
- 3 septembre : L'assemblage du prototype d'avion de chasse sud-coréen KAI KF-X débute sur sa chaîne d'assemblage de Sacheon[90].
- 4 septembre :
  - Retrait du service de l'hélicoptère Westland Lynx dans l'aéronavale française.
  - Un chasseur Chengdu J-10 de la Force aérienne chinoise s'écrase à Guilin, au sud de la Chine. Le pilote a pu s'éjecter et il est sauf.
- 11 septembre : L'armée de l'air française devient officiellement l'Armée de l’Air et de l’Espace[91].
  - Fermeture de la compagnie aérienne Tigerair Australia[92].
- 14 septembre : Annonce que le premier vol du prototype de chasseur américain du programme Next Generation Air Dominance - peut être F/A-XX - a eu lieu[93].
- 16 septembre : Premier vol de l'ATR 72-600F à Toulouse. Il s’agit du premier avion-cargo produit directement sur la chaine d’assemblage final du constructeur d’avion régional[94].
- 22 septembre : Un Soukhoï Su-30 de la force aérienne russe s’écrase près du village de Dornikovo, dans l'oblast de Tver, peut-être victime d'un tir ami. L'équipage est sain et sauf[95].
- 24 septembre : Un Piper M350 Malibu modifier effectue le premier vol commercial passagers avec des piles à combustible à hydrogène depuis Cranfield, Bedfordshire[96].
- 25 septembre : Un Antonov An-26 de la force aérienne ukrainienne s'écrase avec 28 personnes à bord, dont sept membres d'équipage et 21 étudiants, près de Kharkiv. Le bilan est de 26 morts et 2 blessés grave[97].
- 28 septembre : Le réacteur General Electric GE9X, le plus gros du monde a cette date, qui équipe le futur Boeing 777X est certifié par la Federal Aviation Administration[98].
- 29 septembre : Collision entre un chasseur F-35B et un avion-ravitailleur KC-130J de l'aviation du corps des Marines des États-Unis lors d'un ravitaillement de carburant au nord-est de San Diego en Californie. Le pilote du F-35 s'est éjecté, et le KC-130 à fait un atterrissage en catastrophe, l'ensemble du personnel sain et sauf[99].

### Octobre
- 1er octobre : le premier Kawasaki RC-2 ELINT est réceptionner par la Force aérienne d'autodéfense japonaise[100].
- 6 octobre :
  - entrée en service de l'avion d'affaires Bombardier Learjet 75 Liberty[101].
  - un Northrop F-5 Freedom Fighter de l'armée de l'air tunisienne s'écrase dans zone subasaharienne de Remada. Le pilote est tué[102].
- 7 octobre : présentation du démonstrateur supersonique Boom XB-1 américain de Boom Technology a Denver, Colorado[103].
- 9 octobre : Livraison du 10 000 e avion Airbus de série pour Middle East Airlines[104].
- 12 octobre : Retrait du dernier Airbus A340 du groupe Air France qui n'a désormais plus de quadriréacteurs[105].
- 14 octobre : collision entre deux hélicoptères Mil Mi-17 de l'armée afghane faisant un minimum de neuf tués dans la province d'Helmand[106].
- 28 octobre : dernier vol commercial d'un Tupolev Tu-154[107].
- 31 octobre : inauguration de l'aéroport Willy-Brandt de Berlin-Brandebourg.

### Novembre
- 8 novembre : fermeture aux vols commercial de l'aéroport Otto-Lilienthal de Berlin-Tegel qui devra être transformé en nouveau quartier urbain après le la fin de son statut d'aéroport le 5 mai 2021[108].
- 20 novembre : création de la compagnie ITA - Italia Trasporto Aereo remplaçant Alitalia. Ses premiers vols doivent avoir lieu le 15 octobre 2021.
- 26 novembre : un chasseur embarqué MiG-29 KUB de l’Indian Navy s’est abîmé en mer d'Oman, un pilote est décédé, le second porté disparu[109].

### Décembre
- 8 décembre :
  - présentation de l'avion d'affaires Dassault Falcon 6X.
  - Un hélicoptère de secours Eurocopter EC135 immatriculé F-HJAF exploité par le Service aérien francais s'écrase a 1 800 m d’altitude sur la commune de Bonvillard. À son bord se trouvaient quatre membres du SAF (un pilote, un instructeur pilote, un treuilliste et un instructeur treuilliste) et deux secouristes de la CRS Alpes. Le pilote est en urgence absolu, le reste de l'équipage est décédé.
- 9 décembre : premier vol commercial d'un Boeing 737 MAX depuis 20 mois[110].
- 23 décembre : livraison des deux premiers avions d'entraînement Aermacchi M-345 HET a l'armée de l'air italienne[111].
- 24 décembre : annonce de la décision de mettre fin aux opérations de Montenegro Airlines[112].
- 25 décembre : livraison du premier avion de chasse Soukhoï Su-57 de série a la force aérienne russe. 4 autres sont prévus en 2021.
- 30 décembre : attentat de l'aéroport d'Aden faisant 25 morts et plus de cent blessés.

## Généralités
Le niveau du trafic aérien civil est retombé au niveau de 1999 en termes de vols. Par rapport à 2019, le trafic de passagers devrait être en baisse de 67% en 2020 et a atteint 1,8 milliard, est retombé au niveau de 2003, loin des 4,5 milliards de 2019. On enregistre une baisse du trafic du fret de 10,6% en tonnes-kilomètres de chargement (CTK) en 2020, comparativement à 2019.
De janvier à décembre, les compagnies aériennes ont effectué 49% de vols en moins par rapport à 2019, soit une baisse de 33,2 millions à seulement 16,8 millions de vols (au 20 décembre).
Les voyages intérieurs ont baissé de 40% cette année (par rapport aux 21,5 millions de vols en 2019), tandis que les vols internationaux ont subi une baisse encore plus abrupte puisqu’ils étaient 68% inférieurs aux 11,7 millions de vols suivis l’année précédente.
Les compagnies ont subi des pertes cumulées de 370 milliards de dollars américains. Les aéroports et les fournisseurs de services de navigation aériennes ont subi pour leur part des pertes respectives de 115 et 13 milliards de dollars.
La compagnie aérienne Southwest Airlines est celle qui a opéré le plus grand nombre de vols en 2020 dans le monde (854 800 vols au total). Ryanair domine le classement en Europe (205 000 vols), China Southern Airlines (487 700 vols) en Asie-Pacifique, Azul (134 000 vols) en Amérique latine et Qatar Airways (82 400 vols) au Moyen-Orient et en Afrique.
L'aéroport international Hartsfield-Jackson d'Atlanta reste celui le plus fréquenté du monde, avec plus de 245 000 vols à l’arrivée en 2020, tandis que la route la plus fréquentée du monde dans les deux sens se trouvait en Corée du Sud, entre Séoul et l’île de Jeju (70 700 vols).
Airbus a livré 566 avions commerciaux.
Boeing a livré 157 avions de ligne, dont 43 B-737 (dont des Boeing P-8 Poseidon), cinq B-747, 30 B-767 (dont 14 KC-46A), 26 B-777 et 53 B-787. Son chiffre d'affaires est en 2020 de 58,2 milliards de dollars, contre 76,6 en 2019, et a une perte d'exploitation de 12,8 milliards de dollars.
123 chasseurs américain Lockheed Martin F-35 Lightning II sont livrés. 74 appareils pour les forces armées des États-Unis, 31 pour les partenaires internationaux du programme, 18 livrés aux autres clients.
Embraer livre 130 avions, 44 avions commerciaux et 86 avions d'affaires. Il s'agit d'une baisse de 35 % par rapport a 2019.
Dassault Aviation a livré 34 avions d'affaires Falcon neufs et 13 avions de chasse Rafale.
Bombardier Aéronautique a livré 114 avions d’affaires en 2020 : 59  Global, 44 Challenger et 11 Learjet.
ATR livre 10 appareils contre 72 initialement prévus en 2020.
Airbus Helicopters livre 300 hélicoptères.